# High Level Architecture
High Level Architecture (HLA) er en standard for en generel It-arkitektur til distribuerede simulations systemer, så de kan forbindes og 'køre' sammen og udveksle informationer. I stedet for at opbygge et stort monolitisk simulationssystem helt fra grunden, muliggør HLA at kombinere eksisterende simulationssystemer med nye systemer og at genbruge gamle systemer til nye formål.
Ved brug af HLA, kan computer simulationer kommunikere til andre computer simulationer uanset hvilken computerplatforme der benyttes. Kommunikationen mellem simulationerne administreres af en runtime infrastructure(RTI), og man kan derfor mixe forskellige programmeringssprog og operativsystemer.
HLA er efterfølgeren til flere tidligere standarder så som SIMNET, ALSP og DIS. HLA blev oprindeligt udviklet af US Department of Defence og er den obligatoriske standard for den militære simulations interoperabilitet inden for USA, ligesom det også er inden for NATO samt mange andre lande f.eks. Sverige.
HLA kan bruges til alle typer for simulation og der er en voksende interesse fra ikke militære organisationer, for eksempel civilt beredskab, transport og fabrikation. HLA standarden er også blevet en ikke militær standard via IEEE.

## Teknisk overblik
High Level Architecture består af følgende komponenter:
- Interface Specifikation. Interface specifikations dokumentet definerer hvordan HLA kompatible simulatorer 'snakker' med Runtime infrastructure (RTI). RTI'en stiler et programmerings bibliotek til rådighed og et Application Programming Interface(API) i overensstemmelse med interface specifikationen.
- Object Model Template (OMT). OMT'en specificerer hvilken information der kommunikeres mellem simulationerne og hvordan det dokumenteres.
- HLA Regler. Regler som simulationerne skal følge for at være kompatible med standarden.

Der bruges en fælles terminologi i HLA. En HLA kompatibel simulation bliver således refereret til som en federate. FLere simulationer forbundet via en RTI ved en fælles OMT bliver refereret som en "federation". En samling af relaterede data sendt mellem simulationer refereres som et object. Objects har attributes (data felter). Events sendt mellem simulationer bliver refereret som interactions. Interactions har parameters (data felter).

### Interface specifikation
Interface specifikationen er objekt orienteret. Mange RTI'er stiller API'er i C++ og Java programmerings sprogene til rådighed.
Interface specifikationen er inddelt i flere service grupper:
- Federation Management
- Declaration Management
- Object Management
- Ownership Management
- Time Management
- Data Distribution Management
- Support Services

### Object model template
Object model templaten (OMT) giver en fælles ramme for kommunikationen mellem HLA simulationer. OMT består af følgende dokumenter:
- Federation Object Model (FOM). FOM'en beskriver det delte objekt, attributter og interaktioner for hele federation'en.
- Simulation Object Model (SOM). En SOM beskriver det delte objekt, attributter og interaktioner brugt i en enkelt federate.

## Standarder
HLA er nu defineret under IEEE Standard 1516:
- IEEE 1516-2000 – Standard for Modeling and Simulation High Level Architecture – Framework and Rules
- IEEE 1516.1-2000 – Standard for Modeling and Simulation High Level Architecture – Federate Interface Specification
- IEEE 1516.1-2000 Errata (2003-oct-16)
- IEEE 1516.2-2000 – Standard for Modeling and Simulation High Level Architecture – Object Model Template (OMT) Specification
- IEEE 1516.3-2003 – Recommended Practice for High Level Architecture Federation Development and Execution Process (FEDEP)

Tidligere standarder (bruges stadig)
- HLA1.3

HLA (både i den nuværrende IEEE 1516 version og dens forgænger "1.3" versionen) er emnet i NATO draft standardization agreement (STANAG 4603) for modellering og simulation: Modelling And Simulation Architecture Standards For Technical Interoperability: High Level Architecture (HLA).